# Танцы улиц
«Танцы улиц» (англ. «You Got Served») — музыкальный фильм 2004 года. Сюжет картины крутится вокруг группы танцоров, которые принимают участие в конкурсе уличных танцев. Премьера фильма состоялась 30 января 2004 года.

## Сюжет
Фильм повествуют о двух лучших друзьях — Дэвиде и Элджине, которые являются лидерами одной из лучших уличных танцевальных команд Лос-Анджелеса.

## В ролях
| Актёр                          | Роль                     |
| ------------------------------ | ------------------------ |
| Маркус Хьюстон (англ.)         | Элджин                   |
| Омарион                        | Дэвид                    |
| Дженнифер Фриман               | Лия                      |
| Джарелл Хьюстон (англ.)        | Рико                     |
| Дрюкс Фредерик (англ.)         | Рашанн                   |
| Ди’Марио Торнтон (англ.)       | Вик                      |
| Марти Дью                      | Марти                    |
| Джером Джонс (англ.)           | Сонни                    |
| Малкольм Дэвид Келли           | ТиШон «Лил Сэйнт» Миллер |
| Меган Гуд                      | Бьютифулл                |
| Стив Харви                     | мистер Рэд               |
| Кристофер Джонс                | Уэйд                     |
| Роберт Хоффман                 | Макс                     |
| Майкл «Bear» Талиферро (англ.) | Эмеральд                 |
| Кимберли «Lil' Kim» Джонс      | в роли самой себя        |
| Алани «La La» Васкес           | в роли самой себя        |
| Уэйд Робсон                    | в роли самого себя       |

## Слоганы
- «Make your move» (перевод: «Двигайся»)
- «If you want respect, you’ve got to take it» (перевод: «Если хочешь уважения, завоюй его»)

## Интересные факты
- Две недели ушло у танцоров на подготовку танцевального баттла в начале фильма.
- Омарион (Дэвид), Джарелл Хьюстон (Рико), Дрюкс Фредерик (Рашанн) и Ди’Марио Торнтон (Вик) являются членами ныне распавшейся хип-хоп группы «B2K».
- Маркус Хьюстон (Элджин) и Джарелл Хьюстон (Рико) — двоюродные братья.
- Кристофер Б. Стоукс, сценарист и режиссёр фильма, также является менеджером группы «B2K» и Маркуса Хьюстона.
- Вскоре после выхода фильма на экраны было выпущено учебное танцевальное видео «You got served. Take it to the streets», в съёмках которого приняли участие актёры фильма — Роберт Хоффман, Кристофер Джонс, Маркус Хьюстон, Омарион, Гарри Шум мл..
- Первоначально в сценарии Уэйд и Макс были одним персонажем.
- Кристофер Б. Стоукс хотел вырезать момент из начального баттла, в котором Дэвид бьётся против танцора из команды Вика, так как это было полной импровизацией актёров — Омарион и Коламбуса Шорта.

## Музыка
| 1. B2K feat. Fabolous — «Badaboom» (3:41) 2. B2K feat. Lil' Kim — «Do that thing» (3:36) 3. B2K — «Take it to the floor» (3:42) 4. B2K — «Sprung» (3:42) 5. B2K — «Out the hood» (4:45) 6. B2K — «Streets is callin» (4:13) 7. B2K — «Fizzo got flow» (3:24) 8. Jhene feat. B2K — «Happy» (3:44) 9. Marques Houston — «Smile» (3:00) 10. O’Ryan feat. Rufus Blaq — «Smellz like a party» (4:12) 11. ATL — «The One» (3:49) 12. XSO Drive feat. Red Cafe — «Can I get it back» (3:08) 13. M.O.P. feat. Funkmaster Flex — «Ante up (Robbin Hoodz theory)» (3:52) - B2K — «Uh huh» (Ron G remix) (3:39) | - Aceyalone feat. Riddlore — «Find out» (3:40) - Anthony Hamilton — «Coming from where I’m from» (4:01) - The Black Eyed Peas feat. Papa Roach — «Anxiety» (3:38) (Танец Дэвида и Элджина под дождём) - Black Sheep — «The choice is yours» (4:04) - Blackalicious — «Release» (9:26) - DMX feat. Swizz Beatz — «Get it on the floor» (4:25) - Freeway — «Flipside» (3:54) - Jahalla feat. Kia Starr — «What you don’t know» (3:40) - Jhene feat. Lil' Fizz — «Down for you. Part 2» (4:37) - Joe Budden — «Pump it up» (4:12) (Финальный баттл) - Kool & the Gang — «Summer madness» (4:18) - Lil' Wayne — «Drop it like its hot» (5:23) - Ludacris feat. Shawnna — «Stand up» (3:34) - Method Man — «Uh huh» (4:08) - Nas — «Heaven» (4:44) - Redman — «Time 4 sum aksion» (3:25) - The Slumpmasters — «Fire clap» (3:49) - Timbaland feat. Fat Man Scoop — «Drop» (6:00) |

## Студии
- Производство: Gotta Dance Inc., Melee Entertainment, Screen Gems, Ultimate Group Films
- Прокат: Sony / Columbia (США)